# 一切法
一切法（いっさいほう、巴: sabba-dhamma,梵: sarva-dharma）とは仏教用語で、世界のすべてのもの、すべての存在、すべての法の集合体をさす。諸法（しょほう）とも。
原始仏教においては、一切法は五蘊として分類された。また諸法無我として一切法の無我があらゆる場面で説かれた。

## 部派仏教
部派仏教のアビダンマにおいては、一切法は以下の体系にて分析された。
- 三科 - 五蘊・十二処・十八界
- 五位 - 色法・心法・心所法・心不相応行法・無為法
- 八句義（Astau Padārtha） - 五蘊・三無為法

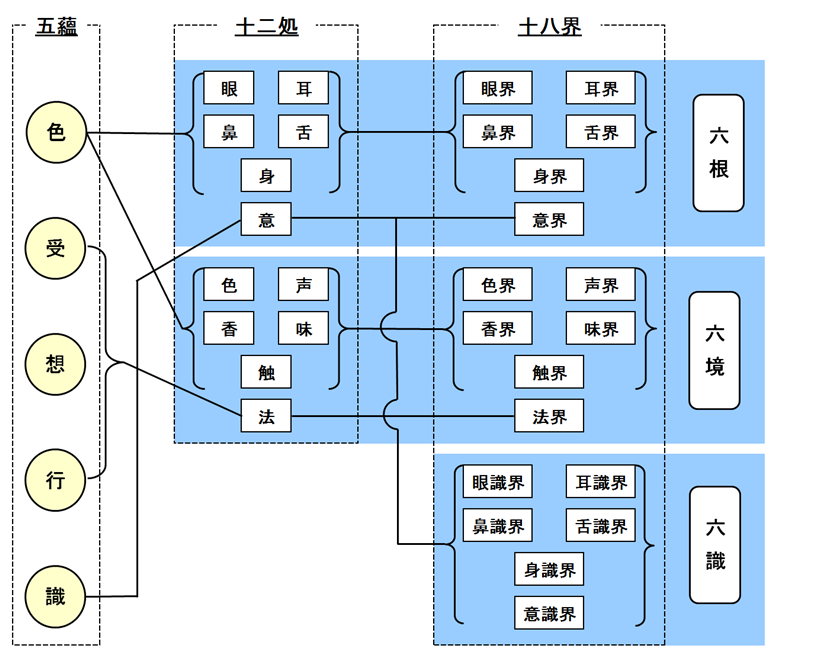
三科の構成
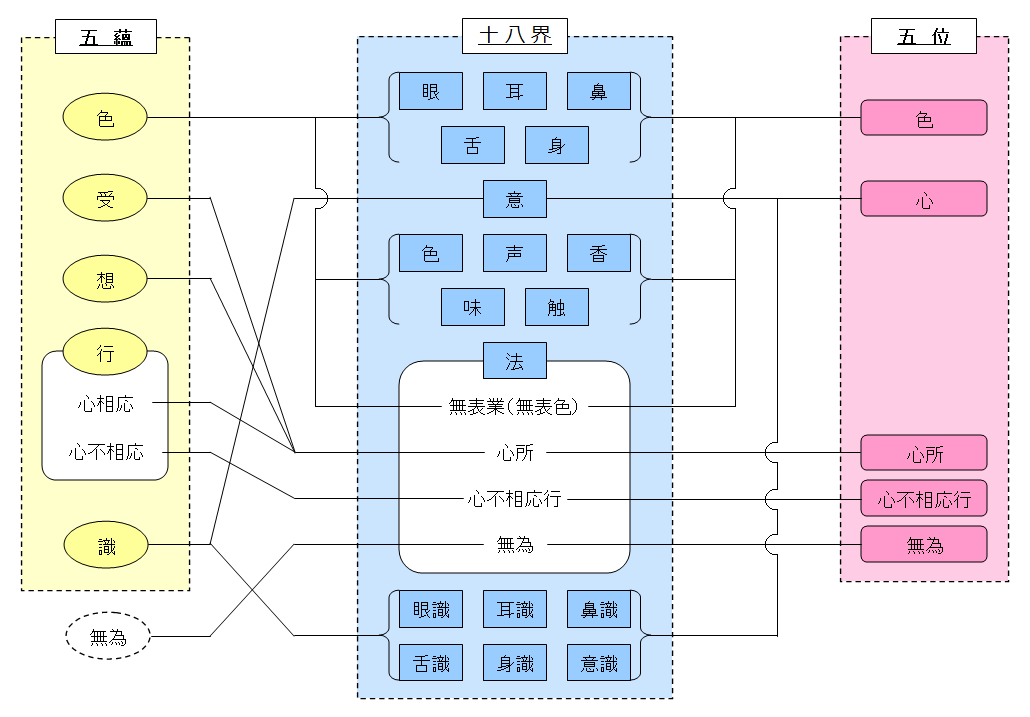
五位の構成